# Matt Rehwoldt
Matt Rehwoldt, (né le 7 octobre 1987 à Chicago, Illinois) est un catcheur américain. Il travaille actuellement à Impact Wrestling sous le nom de Matthew Rehwoldt.
Il est connu pour avoir travaillé à la World Wrestling Entertainment de 2012 à 2020 où il a remporté une fois le NXT Tag Team Championship avec Simon Gotch.

## Carrière

### Chicago Style Wrestling (2011)
Rehwoldt fait ses premiers matchs sous le nom de Matt Marquee à la Chicago Style Wrestling fin 2011.

### World Wrestling Entertainment (2012-2020)

#### Florida Championship Wrestling (2012)
Début 2012, Rehwoldt signe un contrat avec la World Wrestling Entertainment qui l'envoie à la Florida Championship Wrestling (FCW), le club-école de la fédération, et prend le nom de ring d'Aiden English. Il dispute son premier match télévisé le 8 avril où avec Audrey Marie (en) il perd un match par équipe mixte face à Rick Victor et Paige.
En août, la FCW ferme ses portes.

#### WWE NXT (2012-2016)
Il dispute son premier match à la NXT le 27 juin où il perd face à Leo Kruger.
Le 18 septembre 2013, il change de gimmick et incarne un catcheur du début du XXe siècle et remporte son premier match depuis son arrivée à NXT face à Michael Q. Laurie.

#### Smackdown (2016-2018)
Par la suite, il est envoyé à SmackDown.
Lors de No Mercy, English, Simon Gotch et The Ascension perdent contre The Hype Bros (Zack Ryder et Mojo Rawley) et American Alpha. Lors de TLC, English, Simon Gotch, Curt Hawkins et The Ascension perdent contre American alpha, The Hype Bros (Zack Ryder et Mojo Rawley) et Apollo Crews.
Lors d'Elimination Chamber, il perd avec Simon Gotch dans un tag team turnoil match pour les WWE SmackDown Tag Team Championship au profit des champions The American Alpha (Jason Jordan et Chad Gable), match auquel participait aussi The Usos, The Ascension, Breezango (Fandango et Tyler Breeze) et Heath Slater et Rhyno. Dans le kick off de Backlash, il perd contre Tye Dillinger.
Lors de Battleground, il bat Tye Dillinger.

#### Rusev Day (2017-2018)
Il forme ensuite une alliance avec Rusev.
Lors de Clash of Champions, lui et Rusev perdent un Fatal-4 Way Tag Team match au profit des Usos et ne remportent pas les WWE Smackdown Tag Team Championship, ce match impliquait aussi The New Day et Chad Gable et Shelton Benjamin.
Lors du Royal Rumble, il rentre en 22e position et se fait éliminer par Finn Balor en 17e position.
Le 8 avril à WrestleMania 34, il perd la bataille royale en mémoire d'Andre The Giant au profit de Matt Hardy en se faisant éliminer par Zack Ryder. Le 27 avril lors du WWE Greatest Royal Rumble, il tente d'aider Rusev lors de son match du cercueil, mais il reçoit un Chokeslam et un Tombstone piledriver de l'Undertaker et se fait ensuite enfermer dans le cercueil avec Rusev.
Le 16 septembre lors de Hell in a Cell, Rusev et Aiden English perdent contre le New Day (Kofi Kingston & Big E) et ne remportent pas les titres par équipe de SmackDown.
Le 18 septembre à SmackDown Live, Aiden English trahit Rusev en l'attaquant, après un match opposant ce dernier à Shinsuke Nakamura, pour le titre de champion des États-Unis (match perdu par le bulgare), signant ainsi la fin du Rusev Day.

#### Commentateur de205 Liveet départ (2019-2020)
Au mois de janvier 2019, Aiden English devient le nouveau commentateur de 205 Live.
Le 14 avril lors de WWE Worlds Collide, English représente 205 Live et perd contre Kassius Ohno représentant NXT.
Le 15 avril 2020, la World Wrestling Entertainment annonce son licenciement en raison des restrictions d'effectif dues à la crise de COVID-19 dans le monde.

### Retour sur le Circuit Indépendant (2020-...)
Après son licenciement de la WWE, il a commencé à travailler sur le circuit indépendant sous son vrai nom.
Le 17 septembre 2020, Rehwoldt dispute son premier match sur le circuit indépendant pour Zelo Wrestling où il bat Nick Brubaker.

### Impact Wrestling (2021-...)
Lors de Slammiversary, une vignette est diffusée pour annoncer son arrivée prochainement.
Le 20 juillet 2021, il est rapporté qu'il a signé un contrat avec Impact Wrestling.
Il fait ses débuts à Homecoming sous le nom de Matthew Rehwoldt en tant que partenaire de Deonna Purrazzo dans le Homecoming King & Queen Tournament, ils battent au premier tour Alisha et Hernandez, Chelsea Green et Matt Cardona en demi finale et Decay (Crazzy Steve et Rosemary) en finale pour devenir roi et reine.

### New Japan Pro Wrestling (2021-...)
Le 21 juillet 2021, la New Japan Pro Wrestling annonce qu'il sera commentateur aux côtés de Alex Koslov et Kevin Kelly pour l’événement NJPW Resurgence le 14 août.

## Vie privée
Aiden est marié à la catcheuse Shaul Marie Guerrero (plus connue sous le nom de Raquel Diaz (la fille de Vickie et d'Eddie Guerrero)). Ils se sont d'abord fiancés en décembre 2014, avant de se marier le 3 janvier 2016.

## Palmarès
- Impact Wrestling
  - Homecoming King et Queen Tournament (2021) avec Deonna Purrazzo
- World Wrestling Entertainment
  - 1 fois NXT Tag Team Champion avec Simon Gotch
  - WWE Tag Team Championship #1 Contender Tournament (2016) avec Simon Gotch

## Récompenses des magazines
- Pro Wrestling Illustrated

| Année | 2014 | 2015 | 2016 | 2017 | 2018 | 2019 |
| ----- | ---- | ---- | ---- | ---- | ---- | ---- |
| Rang  | 207  | 261  | 170  | 188  | 193  | 308  |